# Coptotelia allardi
Coptotelia allardi är en fjärilsart som beskrevs av Clarke 1951. Coptotelia allardi ingår i släktet Coptotelia och familjen plattmalar. Inga underarter finns listade i Catalogue of Life.